# BioMed Central
BioMed Central (BMC) è un editore scientifico per profitto britannico specializzato in riviste ad accesso libero nato nel 2000.
BioMed Central e le società "sorelle" Chemistry Central e PhysMath Central pubblica oltre 200 riviste scientifiche.
La maggior parte delle riviste BioMed Central sono ora pubblicate su internet. Si descrive come il primo e il più grande editore scientifico ad accesso libero. È di proprietà di Springer Nature.

## Storia
BioMed Central è stata fondata nel 2000 come parte del Current Science Group (ora Science Navigation Group, SNG), un vivaio di case editrici scientifiche. Il presidente di SNG Vitek Tracz ha sviluppato il concetto per l'azienda dopo che il concetto di PubMed Central del direttore del NIH Harold Varmus per la pubblicazione ad accesso aperto è stato ridimensionato. Il primo direttore dell'azienda è stato Jan Velterop. Chemistry Central è stata fondata nel 2006 e la stampa della rivista PhysMath Central nel 2007.
Nel 2002, la società ha introdotto le tariffe per l'elaborazione degli articoli, e da allora queste sono state la principale fonte di entrate. Nel 2007 le biblioteche della Yale University hanno smesso di sovvenzionare le spese di elaborazione degli articoli della BioMed Central per i ricercatori di Yale.
Nell'ottobre 2008, è stato annunciato che BioMed Central (insieme a Chemistry Central e PhysMath Central) era stata acquisita da "Springer Science + Business Media" (oggi Springer Nature), il secondo editore di STM. I marchi Chemistry Central e PhysMath Central, da allora, sono stati ritirati.
Nel novembre 2008, BioMed Central è diventata un'organizzazione ufficiale di supporto di Healthcare Information For All.